# Rockstar Vienna
Rockstar Vienna (antigamente neo Software Produktions GmbH) foi uma desenvolvedora de jogos baseado em Viena, Áustria, e uma subsidiária da Rockstar Games. Rockstar Vienna foi fundada em 1 de janeiro de 1993 por Niki Laber e Hannes Seifert, juntou-se a Take-Two Interactive em fevereiro de 2001, e foi anunciado para se juntar a Rockstar Games durante o décimo aniversário da companhia em 2003. Em 2005, a empresa alegou empregar cerca de 100 pessoas. Fechou em 22 de junho de 2006.

## História
Antes da aquisição da empresa em 2003, Rockstar Vienna tinha desenvolvido vários jogos para computador: Whale's Voyage (1993), Der Clou! (1994), Rent-a-Hero (1999), Alien Nations (2000) e The Sting! (2001). Lançamentos da Rockstar incluem títulos desenvolvidos para console e outras filiais da Rockstar Games, incluindo Max Payne para o Xbox (2001), Max Payne 2 para PlayStation 2 e Xbox (2003), e o Grand Theft Auto: Double Pack (contendo Grand Theft Auto III e Grand Theft Auto: Vice City) para Xbox (2003).

## Fechamento
Em 22 de junho de 2006, a Take-Two Interactive fechou o escritório da Rockstar Vienna, sem aviso prévio; e os funcionários foram barrados ao entrar no local de trabalho pelos seguranças no período da manhã.

## Deep Silver Vienna
Em 17 de janeiro de 2007, os fundadores da Rockstar Vienna anunciaram a formação de sua nova empresa Games That Matter Productions GmbH. No entanto, isso foi de curta duração como a Deep Silver anunciou que havia adquirido o estúdio em 22 de agosto de 2007 e foi rebatizada para Deep Silver Vienna.
Em 2010, a Deep Silver Vienna fechou. "Esta decisão não foi fácil para nós... é a atual situação econômica global" não completamente disse o diretor administrativo Kundratitz Clemente da Koch Media (empresa que detém a Deep Silver). Dois co-fundadores do estúdio, antes da Rockstar Vienna, já tinham saído. Niki Laber se afastou em dezembro de 2009, enquanto Hannes Seifert foi se juntar a Square Enix, como diretor criativo.

## Jogos
como neo Software
- Max Payne (2001) (Xbox) (com a Remedy Entertainment)

como Rockstar Vienna
- Max Payne 2: The Fall of Max Payne (2003) (Xbox, PS2) (com a Remedy Entertainment)
- Grand Theft Auto III (2003) (Xbox) (com a Rockstar North)
- Grand Theft Auto: Vice City (2003) (Xbox) (com a Rockstar North)
- Manhunt 2 (2004 - 2006) (PS2, PSP, Wii) (com a Rockstar North, Rockstar London, Rockstar Leeds, e Rockstar Toronto) Após o fechamento do estúdio, o jogo foi transferido para Rockstar London.